# Itame imperatoria
Itame imperatoria är en fjärilsart som beskrevs av Kardakoff 1928. Itame imperatoria ingår i släktet Itame och familjen mätare. Inga underarter finns listade i Catalogue of Life.